# Vivianne Miedema
Pour les articles homonymes, voir Miedema.
Anna Margaretha Marina Astrid « Vivianne » Miedema, née le 15 juillet 1996 à Hoogeveen, est une footballeuse internationale néerlandaise jouant au poste d'attaquant à Manchester City FC. Le 15 juin 2019, lors de la Coupe du monde féminine en France, à l'issue d'une doublé face au Cameroun au premier tour, elle atteint les 60 buts en sélection et devient à 22 ans la meilleure buteuse de l'histoire de l'équipe néerlandaise, hommes et femmes confondus.

## Carrière

### Carrière en club
Vivianne Miedema fait ses premiers pas en première division néerlandaise lors de la saison 2011-2012, sous les couleurs du SC Heerenveen, marquant 10 buts en 16 rencontres ; elle est à l'âge de 15 ans la plus jeune joueuse à évoluer en Eredivisie.
La saison suivante, elle dispute la BeNe League 2012-2013, marquant 27 buts en 26 matchs, et est sacrée meilleure buteuse de l'édition 2013-2014 avec 39 buts.
Elle quitte les Pays-Bas et devient joueuse du Bayern Munich en 2014, elle remporte dès sa première saison le titre de championne d'Allemagne 2014-2015 ; le titre est conservé l'année suivante. Elle termine meilleure buteuse de la Ligue des champions féminine de l'UEFA 2016-2017 avec 8 buts inscrits.
Elle rejoint le club d'Arsenal à l'intersaison 2017. Arsenal dispute les 2 finales de coupe durant la saison 2017-18, remportant la Coupe de la ligue face à Manchester City (1-0 sur un but de Miedema) mais s'inclinant face à Chelsea en Coupe d'Angleterre (défaite 3-1 malgré un but de Miedema). En championnat, Arsenal termine à la 3ème place du classement. Sur le plan personnel, la Néerlandaise dispute 19 rencontres TCC et inscrit 8 buts.
Elle explose littéralement lors de la saison suivante, qui voit Arsenal remporter le titre en championnat, 7 ans après le dernier. Miedema inscrit 31 buts sur la saison, dont 22 en 20 matchs de championnat. Les joueuses de Joe Montemurro échouent cependant en finale de Coupe de la ligue. À l'issue de la saison, la Néerlandaise est nommée Joueuse de la saison par ses pairs.
En 2024, Vivianne Miedema quitte Arsenal.

### Carrière en sélection
Avec l'équipe des Pays-Bas féminine de football des moins de 19 ans, Vivianne Miedema remporte le Championnat d'Europe 2014, marquant le but de la victoire en finale contre l'Espagne, et termine meilleure buteuse du tournoi avec six buts.
Elle fait ses débuts en équipe des Pays-Bas féminine de football le 26 septembre 2013 contre l'Albanie (victoire 4-0).
Elle est la meilleure buteuse des éliminatoires de la zone Europe de la Coupe du monde 2015 avec 16 buts marqués, et marque les trois buts de son équipe lors des barrages contre l'Italie, envoyant ainsi son pays pour la première fois en phase finale d'un Mondial.
Les Pays-Bas sont éliminés en huitièmes de finale de cette Coupe du monde.
Lors de la Coupe du monde 2019 en France, le 15 juin à Valenciennes, Vivianne Miedema inscrit un doublé face au Cameroun au premier tour (victoire 3-1), et tandis que son équipe se qualifie pour les huitièmes de finale après deux matches gagnés, elle atteint les 60 buts en sélection, et devient à 22 ans la meilleure buteuse de l'histoire de l'équipe néerlandaise.
Miedema n'a plus participée à la Coupe de monde 2023 en Australie et en Nouvelle-Zélande dut à une blessure puisqu'elle s'est déchirer le ligament croisé antérieur lors d'une partie contre Lyon le 15 décembre 2022.

## Vie privée
Vivianne est ouvertement lesbienne,. Elle est en couple avec sa coéquipière Beth Mead.

## Palmarès

### Avec l'équipe des Pays-Bas
- Championne d'Europe en 2017

### Avec le Bayern Munich
- Allianz Frauen-Bundesliga :
  - Vainqueur : 2014-2015, 2015-2016
  - Vice-championne : 2016-2017

### Avec Arsenal
- Women's Super League :
  - Vainqueur : 2018-2019
- Women's FA Cup :
  - Finaliste : 2018
- Women's League Cup :
  - Vainqueur : 2018
  - Finaliste : 2019, 2020

### Avec l'équipe des Pays-Bas des moins de 19 ans
- Championne d'Europe des moins de 19 ans en 2014

### Distinctions personnelles
- Meilleure buteuse de la BeNe League 2013-2014
- Meilleure joueuse du championnat d'Europe des moins de 19 ans 2014
- Meilleure buteuse du championnat d'Europe des moins de 19 ans 2014
- Meilleure buteuse de la Ligue des champions féminine de l'UEFA 2016-2017
- Meilleure buteuse de la Ligue des champions féminine de l'UEFA 2019-2020
- Membre du XI type de Women's Super League : 2018-19
- Nommée Joueuse de l'année LFA : 2018-19
- Nommé Joueuse de l'année PFA : 2018-19 etn 2019-20
- Nommé Joueuse de l'année FWA : 2019-20
- Membre de l'équipe type de WSL en 2020.
- Nommée dans l'équipe type de la FIFA FIFPro Women's World11 en 2020.